# Льнянка Лёзеля
Льнянка Лезёля (лат. Linaria loeselii) — вид травянистых растений рода Льнянка (Linaria) семейства 
Подорожниковые (Plantaginaceae).

## Ботаническое описание
Травянистое растение высотой 15—40 см. Листья узколинейные, длиной 3—7 см и шириной 0,5—2 см, с тупым кончиком. 
Цветки бледно-жёлтые, с запахом. Плод — коробочка. Цветёт с июля по август.

## Экология и распространение
Обитает на прибрежных дюнах одиночно либо небольшими группами. 
Эндемик Балтийского побережья. В России встречается только в Калининградской области. Встречается в Польше, Латвии, Германии.

## Охранный статус
Занесена в Красную книгу Калининградской области. За рубежом охраняется в 
Польше, Латвии, Германии.